# 化石爬虫類の一覧
化石爬虫類の一覧（かせきはちゅうるいのいちらん）とは、爬虫類の絶滅した属の一覧である。ただし知られている全属を網羅しているわけではない。
絶滅した爬虫類のうち恐竜類については恐竜の一覧を参照。
注意
- 50音順とする。
- 無効名、疑問名も載せる。
- シノニムの右側には「→」を挟んで正式な属名を記入する。
- 日本語での表記揺れが存在する場合も「→」で一般的な表記へ誘導する。

以下、「名前」-「生息年代」、「主な産出国」、「分類」の順
| 目次 | 目次 | 目次 | 目次 | 目次 | 目次 | 目次 | 目次 | 目次 | 目次 | 目次 |
| ---- | ---- | ---- | ---- | ---- | ---- | ---- | ---- | ---- | ---- | ---- |
| わ   | ら   | や   | ま   | は   |      | な   | た   | さ   | か   | あ   |
|      | り   |      | み   | ひ   |      | に   | ち   | し   | き   | い   |
| を   | る   | ゆ   | む   | ふ   |      | ぬ   | つ   | す   | く   | う   |
|      | れ   |      | め   | へ   |      | ね   | て   | せ   | け   | え   |
| ん   | ろ   | よ   | も   | ほ   |      | の   | と   | そ   | こ   | お   |

## あ
- アーケロン-白亜紀、アメリカ合衆国、カメ[1]
- アーサーダクティルス（英語版）-白亜紀、ブラジル、翼竜[2]
- アイギアロサウルス-白亜紀、クロアチア
- アウストラロスクス-古第三紀から新第三紀、オーストラリア、ワニ[3]
- アウストリアダクティルス-三畳紀、オーストリア、翼竜[4]
- アウストリアドラコ（英語版）-三畳紀、オーストリア、翼竜[5]
- アエギロサウルス-ジュラ紀、ドイツ、魚竜
- アエジプトスクス（英語版）-白亜紀、エジプト、正鰐類[6]
- アエトサウルス（英語版）-三畳紀、ドイツ[7]、鷲竜類
- アエトサウロイデス-三畳紀、アルゼンチン、鷲竜類[8]
- アエロティタン-白亜紀、アルゼンチン、翼竜[9]
- アカンプトネクテス-白亜紀、イギリス・ドイツ、魚竜[10]
- アジアトスクス-新第三紀、インド、ワニ[11]
- アジリサウルス-三畳紀、アフリカ、恐竜様類[12]
- アズダルコ-白亜紀、ウズベキスタン、翼竜
- アサガオラケルタ-白亜紀、日本、トカゲ[13]
- アセロソドントサウルス（英語版）-ペルム紀、マダガスカル[14]、Neodiapsida
- アダマンティナスクス（英語版）[15]-白亜紀、ブラジル、ノトスクス類
- アトポデンタトゥス（英語版）-三畳紀、中国[16]、鰭竜類
- アナトスクス（英語版）-白亜紀、ニジェール、ワニ形上目[17]
- アヌログナトゥス-ジュラ紀、ドイツ、翼竜[7]
- アノマロケリス-白亜紀、日本、カメ[18]
- アラリペスクス-白亜紀、南米・アフリカ、ワニ形上目[19]
- アラルアズダルコ（英語版）-白亜紀、ロシア、翼竜[9]
- アランカ-白亜紀、モロッコ、翼竜[20]
- アランボウルギアニア-白亜紀、ヨルダン・モロッコ、翼竜[21]
- アリガトリウム（英語版）[15]-ジュラ紀、フランス、新鰐類
- アリゾナサウルス-三畳紀、アメリカ合衆国、ポポサウルス上科（英語版）[22]
- アルキオネ-白亜紀、モロッコ、翼竜[23]
- アルクティコダクティルス（英語版）-三畳紀、グリーンランド、翼竜[5]
- アルコサウルス-ペルム紀、ロシア、主竜形類[24]
- アルゴチャンプサ（英語版）[25]-古第三紀、モロッコ、ワニ
- アルデアダクティルス（英語版）-ジュラ紀、ドイツ、翼竜[26]
- アルデオサウルス（英語版）-ジュラ紀、ドイツ、有鱗目[27]
- アルベルトネクテス[28]-白亜紀、アメリカ合衆国、首長竜
- アルマディロスクス-白亜紀、ブラジル、ワニ形上目[29]
- アロダポスクス-白亜紀、ルーマニア、正鰐類[30]
- アンギストリヌス-三畳紀、アメリカ合衆国、植竜類
- アングスティナリプテルス（英語版）-ジュラ紀、中国、翼竜[31]
- アンハングエラ-白亜紀、ブラジル、翼竜[32]
- アンフィコティルス-ジュラ紀、アメリカ合衆国、ワニ形上目[33]

## い
- イーシャノプテルス（英語版）-白亜紀、中国、翼竜[34]
- イクチオサウルス-ジュラ紀、イギリス・ベルギー・ドイツ・スイス・インドネシア、魚竜[35]
- イシスフォルディア-白亜紀、オーストラリア、新鰐類[36]
- イスティオダクティルス-白亜紀、中国・イギリス、翼竜[37]
- イクランドラコ（英語版）-白亜紀、中国、翼竜[38]
- イハルクトスクス[39]-白亜紀、ハンガリー、正鰐類
- イベロスクス（英語版）-古第三紀、ヨーロッパ、ノトスクス類[40]
- イベロダクティルス（英語版）-白亜紀、スペイン、翼竜[41]
- イナイリュウ→メタノトサウルス

## う
- ヴェナチコスクス-三畳紀、アルゼンチン、オルニトスクス科[42]
- ウォナンビ-第四紀、オーストラリア、ヘビ[43]
- ウコンゴプテルス（英語版）-ジュラ紀、中国、翼竜[44]
- ウタツサウルス-三畳紀、日本、魚竜[45]
- ウベラバスクス[15]-白亜紀、ブラジル、ノトスクス類
- ウルグアイスクス-白亜紀、ウルグアイ、ノトスクス類[46]

## え
- エウディモルフォドン-三畳紀、イタリア、翼竜[47]
- エウテコドン（英語版）-新第三紀、アフリカ、ワニ[48]
- エウトレタウラノスクス-ジュラ紀、アメリカ合衆国、新鰐類[49]
- エウラズダルコ（英語版）-白亜紀、ルーマニア、翼竜[50]
- エウリノサウルス→ユーリノサウルス
- エウロペジャラ（英語版）-白亜紀、スペイン、翼竜[51]
- エオアズダルコ-白亜紀、中国、翼竜
- エオガビアリス（英語版）-古第三紀、アフリカ、ワニ[52]
- エオシプテルス（英語版）-白亜紀、中国、翼竜[53]
- エオトラコサウルス-白亜紀、アメリカ合衆国、ワニ[54]
- エオプテラノドン（英語版）-白亜紀、中国、翼竜[55]
- エオリンコケリス-三畳紀、中国[56]、汎亀類（英語版）
- エクスカリボサウルス-ジュラ紀、イギリス、魚竜
- エクテノサウルス-白亜紀[57]、アメリカ合衆国産、海トカゲ類
- エッフィギア-三畳紀、アメリカ合衆国、ポポサウルス上科（英語版）[58]
- エデントスクス-白亜紀、中国、ワニ形上目[59]
- エラスモサウルス-白亜紀、アメリカ合衆国、首長竜[60]
- エラノダクティルス（英語版）-ジュラ紀、中国、翼竜[61]
- エルギニア-ペルム紀、イギリス、無弓類
- エレトモルピス（英語版）-三畳紀、中国[62]、フーペイスクス類
- エレモスクス（英語版）-古第三紀、アルジェリア、ワニ[40]
- エロスクス[25]-白亜紀、ニジェール・モロッコ・アルジェリア、新鰐類

## お
- オセアノスクス（英語版）[25]-白亜紀、フランス、新鰐類
- オドントケリス-三畳紀、中国、カメ[63]
- オフタルモサウルス-ジュラ紀、イギリス・メキシコ、魚竜[64]
- オリエントグナトゥス（英語版）-ジュラ紀、中国、翼竜[65]
- オルソスクス（英語版）-ジュラ紀、レソト、ワニ形上目[15]
- オルニトケイルス-白亜紀、イギリス、翼竜[66]
- オルニトスクス-三畳紀、イギリス、オルニトスクス科[24]
- オルニトストマ（英語版）-白亜紀、イギリス、翼竜[67]
- オーストリアダクティルス→アウストリアダクティルス

## か
- カイウアジャラ（英語版）-白亜紀、ブラジル、翼竜[68]
- カイケフェア（英語版）-白亜紀、ニュージーランド、首長竜[69]
- カヴィラムス（英語版）-三畳紀、スイス、翼竜[70]
- カウペダクティルス（英語版）-白亜紀、ブラジル、翼竜c
- カエレスティベントゥス（英語版）-三畳紀、アメリカ合衆国、翼竜[71]
- カガナイアス-白亜紀、日本、ドリコサウルス類[72]
- カキプテリクス（英語版）-ジュラ紀、キューバ、翼竜[73]
- カスマトサウルス→プロテロスクス
- ガビアロスクス-新第三紀、北米、ワニ[3]
- カビラムス（英語版）-三畳紀、スイス、翼竜[74]
- カプトリヌス-ペルム紀、アメリカ合衆国[75]、カプトリヌス類
- カプロスクス[15]-白亜紀、ニジェール、ノトスクス類
- カルソヤスクス（英語版）[25]-ジュラ紀、アメリカ合衆国、新鰐類
- カルトリンクス-三畳紀、中国[76]、双弓類
- カンピログナトイデス-ジュラ紀、ドイツ、翼竜[77]

## き
- キアモドゥス（英語版）-三畳紀、スイス・イタリアなど、板歯目[78]
- キクノランフス（英語版）-ジュラ紀、ドイツ、翼竜[26]
- キュネオサウルス-三畳紀、イギリス、有鱗目[79]
- キュネオスクス-三畳紀、イギリス[80]、有鱗目
- キンボスポンディルス-三畳紀、ノルウェー、魚竜[81]

## く
- グイドラコ（英語版）-白亜紀、中国、翼竜[82]
- クスピセファルス（英語版）-ジュラ紀、イギリス、翼竜[44]
- クテノカスマ-ジュラ紀、ドイツ、翼竜[83]
- グナトサウルス-ジュラ紀、ドイツ、翼竜[84]
- クラウディオサウルス（英語版）-ペルム紀、マダガスカル、双弓類[85]
- グラシリスクス（英語版）[15]-三畳紀、アルゼンチン、偽鰐類
- グラドケファロイデウス（英語版）-白亜紀、中国、翼竜[84]
- クリオドラコン-白亜紀、カナダ、翼竜[9]
- クリオプテリギウス-ジュラ紀、ノルウェー、魚竜[81]
- グリッピア -三畳紀、東アジア、北米、魚竜
- クリダステス-白亜紀、アメリカ合衆国・スウェーデンなど、海トカゲ類[86]
- クリプトクリドゥス-ジュラ紀、イギリス、首長竜[87]
- クリプトドラコン（英語版）-ジュラ紀、中国、翼竜[88]
- グリポスクス-新第三紀、ベネズエラ、ワニ[89]
- クレトルニス（英語版）-白亜紀、チェコ、翼竜[67]
- グレンデリウス-ジュラ紀、イギリス・ヨーロッパロシア、魚竜
- クロノサウルス-白亜紀、オーストラリア、首長竜[90]
- グロビデンス-白亜紀、アメリカ合衆国・シリア・モロッコなど、海トカゲ類[91]
- クロユリエラ-白亜紀、日本、トカゲ[13]
- クワジマーラ-白亜紀、日本、トカゲ[92]
- クンペンゴプテルス-ジュラ紀、中国、翼竜[44]

## け
- ケアラダクティルス-白亜紀、ブラジル、翼竜
- ケイチョウサウルス（英語版）-三畳紀、中国、鰭竜類[93]
- ゲオサウルス-ジュラ紀、ヨーロッパ[27]、新鰐類
- ゲゲプテルス（英語版）-白亜紀、中国、翼竜[94]
- ケツァルコアトルス-白亜紀、アメリカ合衆国、翼竜[95]
- ケポダクティルス（英語版）-ジュラ紀、アメリカ合衆国、翼竜[96]
- ゲルマノダクティルス-ジュラ紀、ドイツ、翼竜[97]
- ケレスドラコン（英語版）-白亜紀、ブラジル、翼竜[98]

## こ
- コエルロサウラヴス-ペルム紀、カナダ[99]、ウェイゲルティサウルス科
- ゴニオフォリス-白亜紀、北米・ヨーロッパ、新鰐類[100]
- ゴビオスクス（英語版）[15]-白亜紀、モンゴル、ワニ形上目
- コマフエスクス（英語版）[15]-白亜紀、アルゼンチン、ノトスクス類
- ゴロニオサウルス-白亜紀、ナイジェリア、海トカゲ類[101]

## さ
- サウロスクス-三畳紀、アルゼンチン・アメリカ合衆国、プレストスクス科[102]
- サクラサウルス-白亜紀、日本、トカゲ[103]
- ザラアスクス（英語版）[15]-白亜紀、モンゴル、ワニ形上目
- サルコスクス-白亜紀、ニジェール・チュニジア・アルジェリア、新鰐類[104]

## し
- ジアンチャングナトゥス（英語版）-ジュラ紀、中国、翼竜[65]
- シイソスクス→シソスクス
- ジェジアンゴプテルス→チェージャンゴプテルス
- ジェホロプテルス-白亜紀、中国、翼竜
- シェンゾウプテルス（英語版）-白亜紀、中国、翼竜[20]
- シソスクス-ジュラ紀、中国[31]、ワニ形上目
- シクイシクエスクス-新第三紀、中国、ワニ[52]
- シチュアノスクス[15]-ジュラ紀、中国、ワニ形上目
- シノプテルス-白亜紀、中国、翼竜[55]
- シノプリオサウルス−白亜紀、中国、首長竜
- シメドサウルス（英語版）-古第三紀、アメリカ合衆国・カナダ、コリストデラ目（英語版）[105]
- シモスクス-白亜紀、マダガスカル、ワニ[106]
- シモサウルス（英語版）-三畳紀、サウジアラビア[107]、鰭竜類
- シモレステス（英語版）-ジュラ紀、イングランド、首長竜[108]
- シャスタサウルス-三畳紀、中米、魚竜
- ジャベリナダクティルス（英語版）-白亜紀、アメリカ合衆国、翼竜[109]
- シャモスクス（英語版）[25]-白亜紀、モンゴル、新鰐類
- シャロヴィプテリクス-三畳紀、ヨーロッパ、主竜形類[110]
- シャンシスクス（英語版）-三畳紀、中国、主竜類エリトロスクス科[111]
- シャントゥンゴスクス（英語版）[15]-白亜紀、中国、ワニ形上目
- シュヴォサウルス（英語版）-三畳紀[112]、アメリカ合衆国、ポポサウルス上科（英語版）
- シュードヘスペロスクス-三畳紀、アルゼンチン、ワニ形上目[113]
- シュードラゴスクス（英語版）-三畳紀、アフリカ、恐竜様類[12]
- ジュペダリア（英語版）-ジュラ紀、ノルウェー、首長竜[81]
- ショウカワ-白亜紀、日本、コリストデラ目（英語版）[103]
- ショニサウルス-三畳紀、カナダ、魚竜[114]
- シリンガサウルス（英語版）-三畳紀、インド[115]、アロコトサウルス類（英語版）
- シレサウルス-三畳紀、ポーランド、恐竜様類[12]
- シロスクス（英語版）-三畳紀、アルゼンチン、ポポサウルス上科（英語版）[112]
- シンプサウルス（英語版） - 三畳紀、中国、タラットサウルス類[116]

## す
- スカフォグナトゥス-ジュラ紀、イギリス、翼竜[117]
- スカフォニクス-三畳紀、タンザニア、リンコサウルス目（英語版）[118]
- スクトサウルス-ペルム紀、ロシア[99]、プロコロフォン形目（英語版）
- スシスクス-白亜紀、南米、新鰐類[52]
- スタゴノレピス-三畳紀[119]、ドイツ・イギリスなど、鷲竜類
- スティレミス（英語版）-新第三紀[120]、アメリカ合衆国、カメ
- スタンゲロチャンプサ-白亜紀、北米、ワニ[3]
- ステネオサウルス（英語版）-ジュラ紀、ドイツ、ワニ形上目[121]
- ステノプテリギウス-ジュラ紀、ヨーロッパ、魚竜[7]
- ストマトスクス-白亜紀、エジプト、正鰐類[6]
- ストロクロスクス（英語版）[25]-白亜紀、ニジェール、新鰐類
- スノスクス[25]-白亜紀、中国・キルギスタン・タイ王国、新鰐類
- スファゲサウルス（英語版）[15]-白亜紀、ブラジル、ノトスクス類
- スミロスクス-三畳紀、北米、植竜類
- ズンガリプテルス-白亜紀、中国、翼竜[122]

## せ
- セアッツアダクティルス（英語版）-三畳紀、イタリア、翼竜[5]
- セベクス-古第三紀・新第三紀、アルゼンチン・ペルー・コロンビア[123]、ノトスクス類[40]
- セリキプテルス（英語版）-ジュラ紀、中国、翼竜[124]
- セルピアノサウルス（英語版）-三畳紀、スイス[70]、鰭竜類

## そ
- ソコトスクス（英語版）[25]-白亜紀、ナイジェリア、新鰐類
- ゾスクス（英語版）[15]-白亜紀、モンゴル、ワニ形上目
- ソルデス-ジュラ紀、カザフスタン、翼竜[125]

## た
- ダコサウルス-ジュラ紀、スイス[126]・アルゼンチン[127]、新鰐類
- タニストロフェウス-三畳紀、スイス・中国[128]、フーペイスクス類
- タニファサウルス-白亜紀、日本など、海トカゲ類[129]、プロトサウルス目（英語版）
- タペヤラ-白亜紀、ブラジル、翼竜[122]
- ダラサウルス - 白亜紀、アメリカ合衆国、海トカゲ類[130]
- タラソドロメウス-白亜紀、ブラジル、翼竜[122]
- タラットアルコン[131]-三畳紀、アメリカ合衆国、魚竜
- ダルウィノプテルス - ジュラ紀、中国、翼竜[132]

## ち
- チェージャンゴプテルス-白亜紀、中国、翼竜[9]
- チェンイクティオサウルス-三畳紀、中国、魚竜
- チマエラスクス（英語版）[15]-白亜紀、中国、ノトスクス類
- チャオフサウルス（英語版）-三畳紀、中国、魚竜[133]
- チャオヤンゴプテルス-白亜紀、中国、翼竜[134]
- チャンチェンゴプテルス（英語版）-ジュラ紀、中国、翼竜[124]
- チャンプソサウルス-白亜紀・古第三紀、ヨーロッパ・北米、コリストデラ目（英語版）[135]

## て
- ティキノスクス（英語版）-三畳紀、スイス、スキア類[70]
- ティタノボア-古第三紀、コロンビア、ヘビ[136]
- ディナモスクス-三畳紀、ブラジル、オルニトスクス科[137]
- ティニオジェニイズ-ジュラ紀、ヨーロッパ・北米、コリストデラ目（英語版）[27]
- デイノスクス-白亜紀、アメリカ合衆国・メキシコ、ワニ[138]
- ディプロキノドン-古第三紀、ヨーロッパ、ワニ[3]
- ディボスロスクス[15]-ジュラ紀、中国、ワニ形上目
- ティポソラックス-三畳紀、アメリカ合衆国、鷲竜類[116]
- ディモルフォドン-ジュラ紀、イギリス、翼竜[139]
- ティロサウルス-白亜紀、アメリカ他、海トカゲ類[140]
- ディロサウルス（英語版）[25]-古第三紀、アルジェリア・チュニジア・モロッコ、新鰐類
- デスマトスクス-三畳紀、アメリカ合衆国、鷲竜類[141]
- テチスドラコ（英語版）-白亜紀、モロッコ、翼竜[142]
- テムノドントサウルス-ジュラ紀、ヨーロッパ、魚竜[143]
- テリオスクス-ジュラ紀から白亜紀[52]、ヨーロッパ・東南アジア・北米、新鰐類
- テルミノナリス（英語版）[25]-白亜紀、ヨーロッパ・北米、新鰐類
- テレストリスクス[15]-三畳紀、イギリス、ワニ形上目
- テンダグリプテルス（英語版）-ジュラ紀、タンザニア、翼竜[118]
- デンドロリンコイデス（英語版）-ジュラ紀、中国、翼竜[144]

## と
- ドウシャノプテルス（英語版）-ジュラ紀、中国、翼竜[145]
- トゥパンダクティルス-白亜紀、ブラジル、翼竜[146]
- トゥプクスアラ-白亜紀、ブラジル、翼竜[116]
- ドメイコダクティルス（英語版）-白亜紀、チリ、翼竜[147]
- トヨタマヒメイア-第四紀[148]、日本・台湾、ワニ
- トラコサウルス-古第三紀、ヨーロッパ、ワニ[52]
- ドリグナトゥス-ジュラ紀、ドイツ、翼竜[149]
- ドリコチャンプサ（英語版）-白亜紀、アルゼンチン、正鰐類[6]
- ドレパノサウルス（英語版）-三畳紀、イタリア[150]、ドレパノサウルス形類（英語版）
- トロペオグナトゥス-白亜紀、ブラジル、翼竜

## な
- ナヴァジォスクス-古第三紀、北米、ワニ[151]
- ナジャシュ-白亜紀、アルゼンチン、ヘビ[152]

## に
- ニクトサウルス-白亜紀、アメリカ合衆国、翼竜[153]

## ぬ
- ヌルハチウス-白亜紀、中国、翼竜[68]

## ね
- ネウケンスクス（英語版）-白亜紀、アルゼンチン、ワニ形上目[59]
- ネソダクティルス（英語版）-ジュラ紀、キューバ、翼竜[154]

## の
- ノトサウルス-三畳紀、ドイツ・ブルガリア・イタリアなど、鰭竜類[155]
- ノトスクス-白亜紀、アルゼンチン、ノトスクス類[156]

## は
- ハアシアサウルス-白亜紀、イスラエル、海トカゲ類[157]
- ハーパクトグナトゥス（英語版） - ジュラ紀、アメリカ合衆国、翼竜[116]
- ハイノサウルス-白亜紀、スウェーデン、海トカゲ類[158]
- ハイラエオチャンプサ-白亜紀、イギリス、正鰐類[6]
- バウルスクス-白亜紀、ブラジル、ノトスクス類[159]
- ハオプテルス-白亜紀、中国、翼竜[34]
- パカスクス（英語版）-白亜紀、タンザニア、ワニ形上目[159]
- パキケイロスクス（英語版）[25]-白亜紀、アメリカ合衆国、新鰐類
- パキゲニス-白亜紀、中国・日本、トカゲ[13]
- パキプレウロサウルス（英語版）-三畳紀、スイス[126]、鰭竜類
- パキラキス-白亜紀、イスラエル、ヘビ[160]
- ハクセプス-白亜紀、日本、トカゲ[13]
- ハスシアコスクス-古第三紀、北米、ワニ[3]
- ハツェゴプテリクス-白亜紀、ルーマニア、翼竜[30]
- パッポケリス（英語版）-三畳紀、ドイツ[161]、汎亀類（英語版）
- ハドソネルピディア（英語版）-三畳紀、カナダ、魚竜
- バトラコグナトゥス-ジュラ紀、カザフスタン、翼竜[162]
- パブウェシ（英語版）-白亜紀、パキスタン、ワニ[163]
- ハマダスクス[15]-白亜紀、モロッコ、ノトスクス類
- ハミプテルス（英語版）-白亜紀、中国、翼竜[82]
- パラスクス-三畳紀、インド、植竜類[164]
- パラプシケファルス（英語版）-ジュラ紀、イングランド、翼竜[149]
- パラプラコドゥス（英語版）-三畳紀、スイス[70]、板歯類
- パラマセローデス-白亜紀、ヨーロッパ・アジア、トカゲ[103]
- バリフラクタ→ディプロキノドン
- パルクシスクス（英語版）[25]-白亜紀、アメリカ合衆国、新鰐類
- ハルパクトグナトゥス→ハーパクトグナトゥス（英語版）
- バルランカスクス→マカエロプロソプス
- パレイアサウルス-ペルム紀、ロシア[165]、プロコロフォン形目（英語版）
- パンノニアサウルス-白亜紀、ハンガリー、海トカゲ類[166]
- ハンユスクス-第四紀、中国、ワニ[167]

## ひ
- ビシャノプリオサウルス-ジュラ紀、中国、首長竜[31]
- ピストサウルス（英語版）-三畳紀、イタリア[168]、偽竜類
- ヒファロサウルス（英語版）-ジュラ紀、中国[31]、コリストデラ目（英語版）
- ヒペロダペドン-三畳紀、インド・イギリス、リンコサウルス目（英語版）[79]
- ヒポサウルス（英語版）-白亜紀から古第三紀、アメリカ合衆国・スーダン、ワニ形上目
- ヒマラヤサウルス-三畳紀、ヒマラヤ、魚竜
- ヒロノムス-石炭紀、カナダ[99]、カプトリヌス類

## ふ
- ファシャプテルス-白亜紀、中国、翼竜
- ファソラスクス-三畳紀、アルゼンチン、ラウイスクス類[169]
- フアンヘプテルス（英語版）-ジュラ紀、中国、翼竜[61]
- フェイロングス（英語版）-白亜紀、中国、翼竜[61]
- フェロドラコ（英語版）-白亜紀、オーストラリア、翼竜[41]
- フェンフアンゴプテルス（英語版）-ジュラ紀、中国、翼竜[170]
- フォスファトドラコ-白亜紀、モロッコ、翼竜[171]
- フォスフォロサウルス-白亜紀、日本など、海トカゲ類[172]
- フォリドサウルス（英語版）[25]-白亜紀、ドイツ、新鰐類
- プセウドパラトゥス→マカエロプロソプス
- フタバサウルス-白亜紀、日本、首長竜[173]
- プテラノドン-白亜紀、アメリカ合衆国、翼竜[174]
- プテロダウストロ-白亜紀、アルゼンチン・チリ、翼竜[175]
- プテロダクティルス-ジュラ紀、ドイツ・イギリス・フランス、翼竜[175]
- プテロフィルトルス（英語版）-白亜紀、中国、翼竜[176]
- プテロリンクス（英語版）-ジュラ紀、中国、翼竜[44]
- ブラキチャンプサ（英語版）-白亜紀、アメリカ合衆国、ワニ[177]
- ブラキプテリギウス-ジュラ紀、イギリス・ロシア、魚竜
- ブラクユラノチャンプサ-新第三紀、北米、ワニ[3]
- プラケファロサウルス-三畳紀、イギリス、ムカシトカゲ目[79]
- プラコケリス-三畳紀、ヨーロッパ、板歯目[110]
- プラコドゥス-三畳紀、ヨーロッパ、板歯目[178]
- ブラジレオダクティルス（英語版）-白亜紀、ブラジル、翼竜[179]
- プラティプテリギウス-白亜紀[180]、豪州・ロシア・アメリカ合衆国・西欧、魚竜
- プラテカルプス-白亜紀、アメリカ合衆国など、海トカゲ類[181]
- プラノクラニア（英語版）-古第三紀、中国、ワニ[182]
- プリオサウルス-ジュラ紀・白亜紀、イギリス・ロシアなど、首長竜[183]
- プリオプラテカルプス-白亜紀[184]、ヨーロッパ・北米、海トカゲ類
- プリスティカンプスス[25]-古第三紀、フランス、正鰐類
- フルイタチャンプサ-ジュラ紀、アメリカ合衆国、ワニ形上目[185]
- プルスサウルス-新第三紀、南米、ワニ[186]
- プレオンダクティルス-三畳紀、イタリア、翼竜[187]
- プレシオサウルス-ジュラ紀、イギリス・ドイツ、首長竜[188]
- プレストスクス-三畳紀、ブラジル[189]、ロリカタ類
- ブレテスクス（英語版）[15]-古第三紀、アルゼンチン、ノトスクス類
- プロガノケリス-三畳紀[190]、ヨーロッパ・東南アジア・南北米、カメ
- プログナトドン-白亜紀、アメリカ合衆国・ヨーロッパ・中東など、海トカゲ類[191]
- プロコロフォン-ペルム紀・三畳紀、南アフリカ・南極、プロコロフォン形目（英語版）[192]
- プロディプロキノドン-白亜紀、アメリカ合衆国、ワニ[182]
- プロテロスクス-三畳紀、インド[193]、主竜型類
- プロトスクス-ジュラ紀、アメリカ合衆国、ワニ形上目[194]
- プロトロサウルス-ペルム紀、ヨーロッパ、双弓類[192]

## へ
- ベイピアオプテルス（英語版）-白亜紀、中国、翼竜[94]
- ペイペスクス（英語版）-ジュラ紀、中国、ワニ形上目[195]
- ペイロサウルス[15]-白亜紀、ブラジル、ノトスクス類
- ベザノサウルス（英語版）-三畳紀、スイス、魚竜[126]
- ヘスペロスクス-三畳紀、アメリカ合衆国、ワニ形上目[196]
- ベスペロプテルス（英語版）}-白亜紀、中国、翼竜[197]
- ペテイノサウルス-三畳紀、イタリア、翼竜[198]
- ペトロラコサウルス-石炭紀、アメリカ合衆国、双弓類[199]
- ヘノドゥス-三畳紀、ドイツ、板歯類[200]
- ヘミプロトスクス（英語版）[15]-三畳紀、アルゼンチン、ワニ形上目
- ペラゴサウルス（英語版）[25]-ジュラ紀、西欧、新鰐類
- ベルニサルティア-白亜紀、ベルギー、新鰐類[201]
- ベルブルンヌス（英語版）[170]
- ペロネウステス（英語版）-ジュラ紀、ドイツ、首長竜[7]

## ほ
- ホヴァサウルス-ペルム紀、マダガスカル、ヤンギナ形類[85]
- ポストスクス-三畳紀[119]、アメリカ合衆国、ラウイスクス類
- ポドプテリクス→シャロビプテリクス
- 「ホベツアラキリュウ」-白亜紀、日本、首長竜[18]
- ポリコティルス（英語版）-白亜紀、アメリカ合衆国・ロシア、首長竜
- ボレアロスクス、白亜紀から古第三紀、アメリカ合衆国・カナダ、正鰐類
- ボレオプテルス（英語版）-白亜紀、中国、翼竜[202]
- ポロノスクス（英語版）-三畳紀、ポーランド[203]、ラウイスクス類
- ホンシャノプテルス（英語版）-白亜紀、中国、翼竜[34]

## ま
- マイアスポンディルス-白亜紀、カナダ、魚竜[10]
- マウイサウルス-白亜紀、ニュージーランド・南極、首長竜[204]
- マカエロプロソプス-三畳紀、アメリカ合衆国、植竜類[205]
- マキモサウルス-ジュラ紀・白亜紀、フランス、新鰐類[206]
- マクロクネムス（英語版）-三畳紀、スイス[70]、フーペイスクス類
- マクロプラタ（英語版）-ジュラ紀、イギリス、首長竜[60]
- マハジャンガスクス（英語版）[15]-白亜紀、マダガスカル、ワニ形上目
- マラウィスクス-白亜紀、マラウィ、ノトスクス類[207]
- マラスクス-三畳紀、アルゼンチン、恐竜様類[12]
- マリリアスクス（英語版）[15]-白亜紀、ブラジル、ノトスクス類
- マンチュロケリス（英語版）-白亜紀、中国、カメ[31]

## み
- ミクソサウルス-三畳紀、中国・東南アジア・イタリア・ノルウェー・北米、魚竜
- ミストリオスクス-三畳紀、ヨーロッパ・グリーンランド、植竜類
- ミトゥンガ（英語版）-白亜紀、オーストラリア、翼竜[41]
- ミモダクティルス-白亜紀、レバノン、翼竜[34]
- ミレレッタ-ペルム紀、南アフリカ、無弓類

## む
- ムスキゾプテリクス-白亜紀、メキシコ、翼竜[208]
- ムラエノサウルス-ジュラ紀、ヨーロッパ、首長竜[87]

## め
- メイオラニア-第四紀、オーストラリア、カメ[87]
- メガラニア-第四紀、オーストラリア、有鱗目[209]
- メソサウルス-ペルム紀、南アフリカおよび南米[210]、中竜目
- メソダーモケリス-白亜紀、日本、カメ[18]
- メタノトサウルス-三畳紀、日本、偽竜
- メトリオリンクス-ジュラ紀、イギリス・フランス[211]、新鰐類

## も
- モウラスクス（英語版）-新第三紀、南米、ワニ[48]
- モガノプテルス（英語版）-ジュラ紀、中国、翼竜[61]
- モササウルス-白亜紀[212]、モロッコ他、海トカゲ類
- モンタナズダルコ-白亜紀、アメリカ合衆国、翼竜[213]
- モンテアルトスクス[15]-白亜紀、ブラジル、ノトスクス類
- モルトゥルネリア（英語版）-白亜紀、南極、首長竜
- モンジュロスクス（英語版） - 白亜紀、中国、コリストデラ目（英語版）[116]

## や
- ヤカレラニ-白亜紀、ボリビア、ノトスクス類[214]
- ヤベイノサウルス（英語版）-白亜紀、中国、トカゲ[31]

## ゆ
- ユーパルケリア - 三畳紀、南アフリカ共和国、主竜類[215]
- ユーリノサウルス-ジュラ紀、スイス、魚竜[126]
- ユウディモルフォドン→エウディモルフォドン
- ユングイサウルス（英語版）-三畳紀、中国、鰭竜類[216]

## ら
- ラウイスクス（英語版）-三畳紀、メキシコ[217]、ラウイスクス類
- ラエティコサウルス（英語版）-三畳紀、ドイツ、首長竜[218]
- ラエティコダクティルス（英語版）-三畳紀、スイス、翼竜[74]
- ラガノスクス-白亜紀、ニジェール、新鰐類[219]
- ラクソバグス（英語版）-白亜紀、ブラジル、翼竜[220]
- ラゲルペトン（英語版）-三畳紀、アルゼンチン、恐竜様類[12]
- ラゴスクス-三畳紀、アルゼンチン、恐竜様類[116]
- ラブドグナトゥス（英語版）-白亜紀から古第三紀、西アフリカ、新鰐類[25]
- ラリオサウルス（英語版）-三畳紀、スイス[126]、鰭竜類
- ランフォリンクス-ジュラ紀、ドイツ・イギリス・タンザニア、翼竜[125]

## り
- リオジャスクス-三畳紀、アルゼンチン、オルニトスクス科
- リオプレウロドン-ジュラ紀、イギリス・フランス・ドイツ・ロシア、首長竜[188]
- リビコスクス[15]-白亜紀、エジプト、ノトスクス類
- リャオダクティルス（英語版）-ジュラ紀、中国、翼竜[221]
- リャオニンゴプテルス-白亜紀、中国、翼竜白亜紀、スペイン、翼竜[41]
- リューチバン（英語版）-白亜紀、中国、翼竜[68]
- リンコサウルス（英語版）-三畳紀、マダガスカル、リンコサウルス目（英語版）[14]

## る
- ルーティオドン-三畳紀[119]、アメリカ合衆国、植竜類
- ルゴスクス（英語版）[25]-白亜紀、中国、新鰐類
- ルドダクティルス-翼竜

## れ
- レイディオスクス-白亜紀、カナダ、正鰐類[182]
- レドンダサウルス-三畳紀、アメリカ合衆国、植竜類[205]
- レプトスクス-三畳紀、アメリカ合衆国、植竜類
- レプトネクテス-ジュラ紀、スイス、魚竜[126]

## ろ
- ロトサウルス-三畳紀、中国、ラウイスクス類[222]
- ロマレオサウルス-ジュラ紀、イギリス、首長竜[223]
- ロンギスクアマ-三畳紀、トルキスタン、主竜形類[224]